# Separatismo alemánico

Mapa de distribución de los dialectos y variantes alemánicos en 1950 en Europa Central

El separatismo alemánico es un movimiento histórico de limitada notabilidad que abogaba por la unificación de las zonas alemánicas del Rin y del Lago de Constanza con Suiza. Tiene sus raíces en la era napoleónica y resurgió brevemente después de la Segunda Guerra Mundial con el llamamiento de Otto Feger para la separación de todas las zonas alemánicas de Alemania en 1946.
Actualmente no hay propuestas activas de esta idea y el "separatismo alemánico" se encuentra como mucho ocasionalmente como una actitud sentimental entre la población alemánica del nordeste del Rin y del Lago de Constanza.